# Namtha
Namtha là một huyện (muang, mường)  thuộc tỉnh Luangnamtha ở tây bắc Lào .

## Khí hậu
| Dữ liệu khí hậu của Luang Namtha, elevation 552 m (1.811 ft), (1990–2019) | Dữ liệu khí hậu của Luang Namtha, elevation 552 m (1.811 ft), (1990–2019) | Dữ liệu khí hậu của Luang Namtha, elevation 552 m (1.811 ft), (1990–2019) | Dữ liệu khí hậu của Luang Namtha, elevation 552 m (1.811 ft), (1990–2019) | Dữ liệu khí hậu của Luang Namtha, elevation 552 m (1.811 ft), (1990–2019) | Dữ liệu khí hậu của Luang Namtha, elevation 552 m (1.811 ft), (1990–2019) | Dữ liệu khí hậu của Luang Namtha, elevation 552 m (1.811 ft), (1990–2019) | Dữ liệu khí hậu của Luang Namtha, elevation 552 m (1.811 ft), (1990–2019) | Dữ liệu khí hậu của Luang Namtha, elevation 552 m (1.811 ft), (1990–2019) | Dữ liệu khí hậu của Luang Namtha, elevation 552 m (1.811 ft), (1990–2019) | Dữ liệu khí hậu của Luang Namtha, elevation 552 m (1.811 ft), (1990–2019) | Dữ liệu khí hậu của Luang Namtha, elevation 552 m (1.811 ft), (1990–2019) | Dữ liệu khí hậu của Luang Namtha, elevation 552 m (1.811 ft), (1990–2019) | Dữ liệu khí hậu của Luang Namtha, elevation 552 m (1.811 ft), (1990–2019) |
| Tháng                                                                     | 1                                                                         | 2                                                                         | 3                                                                         | 4                                                                         | 5                                                                         | 6                                                                         | 7                                                                         | 8                                                                         | 9                                                                         | 10                                                                        | 11                                                                        | 12                                                                        | Năm                                                                       |
| ------------------------------------------------------------------------- | ------------------------------------------------------------------------- | ------------------------------------------------------------------------- | ------------------------------------------------------------------------- | ------------------------------------------------------------------------- | ------------------------------------------------------------------------- | ------------------------------------------------------------------------- | ------------------------------------------------------------------------- | ------------------------------------------------------------------------- | ------------------------------------------------------------------------- | ------------------------------------------------------------------------- | ------------------------------------------------------------------------- | ------------------------------------------------------------------------- | ------------------------------------------------------------------------- |
| Cao kỉ lục °C (°F)                                                        | 33.2 (91.8)                                                               | 35.0 (95.0)                                                               | 38.2 (100.8)                                                              | 39.7 (103.5)                                                              | 40.5 (104.9)                                                              | 37.3 (99.1)                                                               | 36.2 (97.2)                                                               | 34.8 (94.6)                                                               | 36.4 (97.5)                                                               | 35.0 (95.0)                                                               | 33.2 (91.8)                                                               | 31.3 (88.3)                                                               | 40.5 (104.9)                                                              |
| Trung bình ngày tối đa °C (°F)                                            | 26.2 (79.2)                                                               | 28.9 (84.0)                                                               | 31.0 (87.8)                                                               | 32.3 (90.1)                                                               | 31.4 (88.5)                                                               | 31.1 (88.0)                                                               | 30.0 (86.0)                                                               | 30.1 (86.2)                                                               | 30.5 (86.9)                                                               | 29.6 (85.3)                                                               | 27.6 (81.7)                                                               | 25.2 (77.4)                                                               | 29.5 (85.1)                                                               |
| Tối thiểu trung bình ngày °C (°F)                                         | 12.3 (54.1)                                                               | 12.1 (53.8)                                                               | 14.6 (58.3)                                                               | 18.4 (65.1)                                                               | 20.9 (69.6)                                                               | 22.8 (73.0)                                                               | 22.8 (73.0)                                                               | 22.6 (72.7)                                                               | 21.8 (71.2)                                                               | 19.9 (67.8)                                                               | 16.4 (61.5)                                                               | 13.6 (56.5)                                                               | 18.2 (64.7)                                                               |
| Thấp kỉ lục °C (°F)                                                       | 2.8 (37.0)                                                                | 5.4 (41.7)                                                                | 6.8 (44.2)                                                                | 10.5 (50.9)                                                               | 14.5 (58.1)                                                               | 13.5 (56.3)                                                               | 19.4 (66.9)                                                               | 19.8 (67.6)                                                               | 14.7 (58.5)                                                               | 11.9 (53.4)                                                               | 9.5 (49.1)                                                                | 0.4 (32.7)                                                                | 0.4 (32.7)                                                                |
| Lượng Giáng thủy trung bình mm (inches)                                   | 26 (1.0)                                                                  | 24 (0.9)                                                                  | 56 (2.2)                                                                  | 108 (4.3)                                                                 | 201 (7.9)                                                                 | 190 (7.5)                                                                 | 294 (11.6)                                                                | 307 (12.1)                                                                | 172 (6.8)                                                                 | 94 (3.7)                                                                  | 58 (2.3)                                                                  | 31 (1.2)                                                                  | 1.561 (61.5)                                                              |
| Nguồn 1: Food and Agriculture Organization of the United Nations          |                                                                           |                                                                           |                                                                           |                                                                           |                                                                           |                                                                           |                                                                           |                                                                           |                                                                           |                                                                           |                                                                           |                                                                           |                                                                           |
| Nguồn 2: NOAA (extremes)                                                  |                                                                           |                                                                           |                                                                           |                                                                           |                                                                           |                                                                           |                                                                           |                                                                           |                                                                           |                                                                           |                                                                           |                                                                           |                                                                           |